# Лам-аліф
Лам-аліф — арабська лігатура, що позначає поєднання літер лам та аліф.

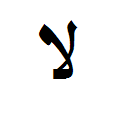
Ізольована форма літери

Якщо за літерою лам ل є аліф ا, то замість لـا пишуть لا.
Лам-аліф є єдиною обов'язковою лігатурою, яка трапляється навіть у друкованих текстах (всі інші — лише в рукописах). Лам-аліф із гамзою має такий вигляд: لأ لإ لآ. В середині слова лігатура виглядає так: ﻶ (тут з маддою).
В ізольованій та початковій позиціях лам-аліф має вигляд لا; в кінцевій та серединній — ـلا.
В перській мові ця літера має назву «лам-алеф» (перс. لام الِف), звучить як [lɒ].

## В юнікоді
При наборі тексту «змінними» літерами лам-аліф виникає автоматично на місці поєднання лама та аліфа. В юнікоді є вісім кодів для різних «незмінних» форм лам-аліфа (по дві форми з нижньою та верхньою гамзою, з маддою та без діакритиків).
| Юнікод         | від U+FEF5 до U+FEFC |
| Ім'я в юнікоді | різні                |
| HTML           | немає                |
| ISO 8859-6     | немає                |